# Cassine orientalis
Espèce
Synonymes
- Aralia chabrieri A.van Geert[1]
- Cassine orientale (Jacq.) Kuntze[1]
- Elaeodendron indicum Gaertn.[1]
- Elaeodendron orientale Jacq.[1],[2]
- Elaeodendron pyramidale Salisb.[1]
- Rubentia olivina J.F. Gmel.[1]

Cassine orientalis est une espèce d'arbres de la famille des Celastraceae. C'est l'un des arbres communément appelés bois rouge.
Il se rencontre sur l'archipel de Mascareignes (La Réunion, l'Île Maurice, Rodrigues). Il peut atteindre jusqu'à 20 m de hauteur. La qualité de son bois a conduit à sa surexploitation. Son fruit, en forme de petite olive, lui a valu son nom vernaculaire local de Bois d'olive.